# 鬼頭真由美
鬼頭 真由美（きとう まゆみ、1990年11月18日 - ）は日本の元女子バスケットボール選手である。三重県出身。173cm。66kg。ニックネームは「トキ」。

## 人物
玉垣ミニバスクラブでバスケを始め、千代崎中学校、大阪薫英女学院高校、大阪人間科学大学を経て、2013年トヨタ自動車に入社。
2017年オフ引退。

## 経歴
- 大阪薫英女高 - 大阪人間科学大 - トヨタ自動車（2013年〜2017年）

## 日本代表歴
- 2009年U-19世界選手権[2]